# Allograpta radiata
Allograpta radiata är en tvåvingeart som först beskrevs av Jacques-Marie-Frangile Bigot 1857.  Allograpta radiata ingår i släktet Allograpta och familjen blomflugor. Inga underarter finns listade i Catalogue of Life.